# Lago Jungfern
El lago Jungfern (en alemán: Jungfernsee) es un lago situado en el distrito rural independiente de Potsdam, en el estado de Brandeburgo (Alemania), a una elevación de 29.4 metros; tiene un área de 124 hectáreas.
El lago forma parte del canal Sacrow–Paretz, que une este lago con el río Havel.